# Eds socken, Värmland
Eds socken i Värmland ingick i Grums härad och området ingår sedan 1971 i Grums kommun och motsvarar från 2016 Eds distrikt.
Socknens areal är 91,82 kvadratkilometer varav 90,45 land. År 2000 fanns här 2 200 invånare. Tätorterna Segmon, Slottsbron och en del av Grums samt sockenkyrkan Eds kyrka ligger i socknen.   

## Administrativ historik
Socknen har medeltida ursprung.
Vid kommunreformen 1862 övergick socknens ansvar för de kyrkliga frågorna till Eds församling och för de borgerliga frågorna bildades Eds landskommun. Landskommunen utökades 1952 och uppgick 1969 i Grums köping som 1971 ombildades till Grums kommun. Församlingen uppgick 2010 i Ed-Borgviks församling.
1 januari 2016 inrättades distriktet Ed, med samma omfattning som församlingen hade 1999/2000.
Socknen har tillhört län, fögderier, tingslag och domsagor enligt vad som beskrivs i artikeln Grums härad. De indelta soldaterna tillhörde Värmlands regemente och Grums kompani.

## Geografi
Eds socken ligger nordväst om Vänern med Vänern (Åsfjorden) i öster och Grumsfjärden i norr. Socknen är slättbygd i öster och kuperad skogsbygd i väster med höjder som i Daltjärnshöjden når 170 meter över havet.

## Fornlämningar
Från stenåldern finns hällkistor. Från bronsåldern finns gravrösen i kustlägen. Från järnåldern finns gravfält och tre fornborgar. Vid Slottsbrosundet finns rester av Edholms slott från 1300-talet.

## Namnet
Namnet skrevs på 1330-talet Eder, 1440 Edz och kommer från kyrkbyn. Namnet innehåller ed, 'passage mellan eller utmed vatten' och syftar på läget mellan två vikar.

## Befolkningsutveckling
| Befolkningsutvecklingen i Eds socken, Värmland 1780–1990                                                 | Befolkningsutvecklingen i Eds socken, Värmland 1780–1990 | Befolkningsutvecklingen i Eds socken, Värmland 1780–1990 | Befolkningsutvecklingen i Eds socken, Värmland 1780–1990 | Befolkningsutvecklingen i Eds socken, Värmland 1780–1990 |
| --- | -------------------------------------------------------- | -------------------------------------------------------- | -------------------------------------------------------- | -------------------------------------------------------- |
| |                                                          |                                                          |                                                          |                                                          |
| År |                                                          |                                                          | Folkmängd                                                |                                                          |
| 1780 | 1780                                                     |                                                          | 859                                                      |                                                          |
| 1790 | 1790                                                     |                                                          | 839                                                      |                                                          |
| 1800 | 1800                                                     |                                                          | 1 062                                                    |                                                          |
| 1810 | 1810                                                     |                                                          | 1 107                                                    |                                                          |
| 1820 | 1820                                                     |                                                          | 1 222                                                    |                                                          |
| 1830 | 1830                                                     |                                                          | 1 318                                                    |                                                          |
| 1840 | 1840                                                     |                                                          | 1 454                                                    |                                                          |
| 1850 | 1850                                                     |                                                          | 1 421                                                    |                                                          |
| 1860 | 1860                                                     |                                                          | 1 422                                                    |                                                          |
| 1870 | 1870                                                     |                                                          | 1 613                                                    |                                                          |
| 1880 | 1880                                                     |                                                          | 1 928                                                    |                                                          |
| 1890 | 1890                                                     |                                                          | 2 000                                                    |                                                          |
| 1900 | 1900                                                     |                                                          | 2 436                                                    |                                                          |
| 1910 | 1910                                                     |                                                          | 2 664                                                    |                                                          |
| 1920 | 1920                                                     |                                                          | 2 283                                                    |                                                          |
| 1930 | 1930                                                     |                                                          | 2 375                                                    |                                                          |
| 1940 | 1940                                                     |                                                          | 2 435                                                    |                                                          |
| 1950 | 1950                                                     |                                                          | 2 553                                                    |                                                          |
| 1960 | 1960                                                     |                                                          | 2 690                                                    |                                                          |
| 1970 | 1970                                                     |                                                          | 2 384                                                    |                                                          |
| 1980 | 1980                                                     |                                                          | 2 605                                                    |                                                          |
| 1990 | 1990                                                     |                                                          | 2 420                                                    |                                                          |
| Anm: Källor: Umeå universitet - Tabellverket 1749-1859, Demografiska databasen, CEDAR, Umeå universitet. |                                                          |                                                          |                                                          |                                                          |